# Chrysobothris brixi
Chrysobothris brixi es una especie de escarabajo del género Chrysobothris, familia Buprestidae. Fue descrita científicamente por Baudon en 1963.